# Märta Åkerman
Märta Åkerman, född 25 augusti 1891 i Gärdslöv, Malmöhus län, död 1 oktober 1964, var en svensk handarbetslärare och målare.
Hon var dotter till kyrkoherden Carl Viktor Åkerman och Alma Dorotea Sofia Lembke och gift med sin kusin bergsingenjören Ernesto Axel Antonio Åkerman samt svägerska till Ingeborg Åkerman. Hon var anställd som handarbetslärare vid Ängelholms samrealskola 1922–1957. Åkerman studerade vid Goldbachs målarskola i Harzburg i Tyskland 1907–1908 och för Bruno Hoppe vid tekniska skolan i Malmö 1911 samt vid Skånska målarskolan i Arild 1944–1945 och under studieresor till Belgien, Paris, Sydfrankrike och Spanien. Hon medverkade ett flertal gånger i Ängelholms konstförenings samlingsutställningar under 1940- och 1950-talet. Tillsammans med Edit Johansson ställde hon ut på Ateljé Takåsen i Ängelholm 1947 och separat ställde hon bland annat ut i Malmö. Hennes konst består av stilleben, blommor och landskapsmålningar med motiv från Norrland, Skåne och franska Rivieran utförda i olja eller akvarell.